# Alianza Libre Europea
La Alianza Libre Europea (ALE, o EFA en inglés) es un partido político europeo progresista y proeuropeo que incluye a un total de 46 formaciones políticas autonomistas, regionalistas y/o nacionalistas que defienden el derecho a la autodeterminación de los pueblos, los derechos humanos, civiles y políticos, así como la diversidad cultural y lingüística. Tiene representación en el Parlamento Europeo dentro del Grupo de Los Verdes/Alianza Libre Europea.

## Historia
La Alianza Libre Europea se constituyó en 1981 como una asociación de partidos políticos. En la Declaración de Bruselas de dicho año, la ALE declaraba que, en su opinión, la mejor manera de acceder a la dimensión europea es construyendo una Europa basada en los pueblos.
En 1994 la ALE se constituyó oficialmente en federación de partidos, de acuerdo con las disposiciones del artículo 138A del Tratado de la Unión Europea.
El 26 de marzo de 2004, el partido se refundó en Barcelona como partido político europeo, según la nueva reglamentación europea (EC 2004/2003; decisión del Consejo Europeo y del Parlamento Europeo del 4/11/2003). El 13 de octubre de 2004, la Alianza Libre Europea fue reconocida oficialmente como una formación política europea.
En 1999, a impulso de Mikel Irujo, posteriormente parlamentario europeo por Eusko Alkartasuna (EA), se crea la organización juvenil denominada EFA-Youth (ALE Joven) y cuya presidencia recae en Gazte Abertzaleak.

## Financiación
Como partido político europeo registrado, el partido tiene derecho a financiación pública europea, que ha recibido ininterrumpidamente desde 2004.
A continuación se muestra la evolución de la financiación pública europea recibida por el partido.
Importe (€)Financiación pública europea de los partidos políticos europeos0200.000400.000600.000800.0001.000.0001.200.0001.400.0002004200720102013201620192022Importes máximos de financiación públicaImportes de financiación pública efectivamente recibidos
De acuerdo con el Reglamento sobre los partidos políticos europeos y las fundaciones políticas europeas, el partido también recauda fondos privados para cofinanciar sus actividades. En 2025, los partidos europeos deben recaudar al menos el 10% de sus gastos reembolsables de fuentes privadas, mientras que el resto puede cubrirse con fondos públicos europeos.
A continuación se muestra la evolución de las contribuciones y donaciones recibidas por el partido.
Importe (€)Contribuciones recaudadas por los partidos políticos europeos30.00040.00050.00060.00070.00080.00090.000100.000110.00020042008201220162020ALE
Importe (€)Donaciones recaudadas por los partidos políticos europeos0200040006000800010.0002004200720102013201620192022ALE

## Miembros

### Partidos políticos

#### Miembros plenos
| Estado          | Región                                 | Partido                                         | Diputados en parlamento estatal | Diputados en parlamento regional | Eurodiputados 2024-2029 |
| --------------- | -------------------------------------- | ----------------------------------------------- | ------------------------------- | -------------------------------- | ----------------------- |
| Albania         | Comunidad macedonia                    | Alianza macedonia por la integración Europea    | 0/140                           | -                                | No forma parte de la UE |
| Alemania        | Baviera                                | Partido de Baviera                              | 0/733                           | 0/203                            | 0/96                    |
| Alemania        | Schleswig-Holstein                     | Asociación de Votantes del Schleswig Meridional | 1/733                           | 4/69                             | 0/96                    |
| Austria         | Comunidad eslovena de Carintia         | Enotna Lista                                    | 0/183                           | 0/36                             | 0/20                    |
| Azerbaiyán      | Artsaj                                 | Partido democrático de Artsaj                   | 2/33                            | -                                | No forma parte de la UE |
| Bélgica         | Flandes                                | Nueva Alianza Flamenca                          | 24/150                          | 35/124                           | 3/22                    |
| Bulgaria        | Comunidad macedonia de Bulgaria        | Organización Macedonia Unida Ilinden–Pirin      | 0/240                           | -                                | 0/17                    |
| Dinamarca       | Minoría alemana del Norte de Schleswig | Partido de Schleswig                            | 0/179                           | -                                | 0/21                    |
| República Checa | Moravia                                | Movimiento de la Tierra Morava                  | 0/200                           | -                                | 0/15                    |
| Eslovenia       | Istria eslovena                        | Olivo - Partido de Istria eslovena              | 0/90                            | -                                | 0/9                     |
| España          | Andalucía                              | Andalucía Por Sí                                | 0/350                           | 0/109                            | 0/61                    |
| España          | Aragón                                 | Estado Aragonés                                 | 0/350                           | 0/67                             | 0/61                    |
| España          | Canarias                               | Nueva Canarias-Bloque Canarista                 | 0/350                           | 5/70                             | 0/61                    |
| España          | Cataluña                               | Esquerra Republicana de Catalunya               | 13/350                          | 20/135                           | 1/61                    |
| España          | Comunidad Valenciana                   | Més-Compromís                                   | 1/350                           | 9/99                             | 1/61                    |
| España          | Galicia                                | Bloque Nacionalista Galego                      | 1/350                           | 25/75                            | 1/61                    |
| España          | Mallorca                               | Partit Socialista de Mallorca-Entesa            | 0/350                           | 4/59                             | 0/61                    |
| España          | Menorca                                | Més per Menorca                                 | 0/350                           | 2/59                             | 0/61                    |
| España          | Navarra                                | Eusko Alkartasuna                               | 1/350                           | 1/50                             | 0/61                    |
| España          | País Vasco                             | Eusko Alkartasuna                               | 1/350                           | 4/75                             | 0/61                    |
| Finlandia       | Åland                                  | Futuro de Åland                                 | 0/200                           | 0/30                             | 0/15                    |
| Francia         | Alsacia                                | Nuestra tierra                                  | 0/577                           | 0/80                             | 0/81                    |
| Francia         | Bretaña                                | Unión Democrática Bretona                       | 0/577                           | 6/83                             | 0/81                    |
| Francia         | Córcega                                | Partido de la Nación Corsa                      | 0/577                           | 7/63                             | 0/81                    |
| Francia         | Córcega                                | Hágamos Córcega                                 | 2/577                           | 32/63                            | 0/81                    |
| Francia         | Occitania                              | Partit Occitan                                  | 0/577                           | 0/158                            | 0/81                    |
| Francia         | Pirineos Orientales                    | Unitat Catalana                                 | 0/577                           | 0/34                             | 0/81                    |
| Francia         | Saboya                                 | Mouvement Sabauadia                             | 0/577                           | -                                | 0/81                    |
| Grecia          | Comunidad turca en Tracia Occidental   | Partido de la amistad, la igualdad y la paz     | 0/300                           | -                                | 0/21                    |
| Italia          | Friul-Venecia Julia                    | Pacto por la autonomía                          | 0/400                           | 5/48                             | 0/76                    |
| Italia          | Provincia autónoma de Bolzano          | Libertad Sudtirolesa                            | 0/400                           | 4/35                             | 0/76                    |
| Italia          | Sicilia                                | Sicilianos libres                               | 0/400                           | 0/70                             | 0/76                    |
| Italia          | Valle de Aosta                         | Unión Valdostana                                | 1/400                           | 11/35                            | 0/76                    |
| Países Bajos    | Frisia                                 | Partido Nacional Frisio                         | 0/75                            | 4/43                             | 0/31                    |
| Reino Unido     | Cornualles                             | Mebyon Kernow                                   | 0/650                           | 5/87                             | No forma parte de la UE |
| Reino Unido     | Escocia                                | Partido Nacional Escocés                        | 9/650                           | 64/129                           | No forma parte de la UE |
| Reino Unido     | Gales                                  | Plaid Cymru                                     | 4/650                           | 13/60                            | No forma parte de la UE |
| Reino Unido     | Yorkshire                              | Partido de Yorkshire                            | 0/650                           | 3/1339                           | No forma parte de la UE |
| Rumania         | Comunidad húngara en Rumanía           | Alianza húngara de Transilvania                 | 1/330                           | -                                | 0/33                    |
| Serbia          | Voivodina                              | Liga de los socialdemócratas de Voivodina       | 0/250                           | 0/120                            | No forma parte de la UE |
| Total           | Total                                  | Total                                           | Total                           |                                  | 7                       |

#### Miembros observadores
| Estado  | Región         | Partido                               | Afiliación | Diputados en su parlamento nacional | Eurodiputados |
| ------- | -------------- | ------------------------------------- | ---------- | ----------------------------------- | ------------- |
| Grecia  | Turcos étnicos | Partido de la Amistad, Igualdad y Paz | 2015       | 0/300                               |               |
| Polonia | Kashubians     | Kaszebsko Jednota (KJ)                | 2016       | 0/460                               |               |
| Letonia | Rusos étnicos  | Unión Rusa Letona                     | 2010       | 0/100                               |               |

### Miembros individuales
El partido también cuenta con varios miembros individuales, aunque, como la mayoría de los demás partidos europeos, no ha tratado de desarrollar una afiliación individual masiva.
A continuación se muestra la evolución de la afiliación individual al partido desde 2019.
Miembros individualesMiembros individuales de los partidos políticos europeos9121518212427201920202021202220232024PPE

## En el Parlamento Europeo
En el Parlamento Europeo, la ALE y el Partido Verde Europeo forman un grupo parlamentario conjunto desde 1999: Los Verdes/Alianza Libre Europea.
Tras las elecciones europeas de mayo de 2019, la ALE cuenta con un total de 14 eurodiputados, de los cuales nueve pertenecen al grupo Verdes/ALE:
- Oriol Junqueras, Esquerra Republicana de Catalunya, España.
- Diana Riba, Esquerra Republicana de Catalunya, España.
- Ana Miranda Paz, Bloque Nacionalista Galego, España
- Alyn Smith, Partido Nacional Escocés, Escocia
- Christian Allard, Partido Nacional Escocés, Escocia
- Aileen McLeod, Partido Nacional Escocés, Escocia
- Jill Evans, Plaid Cymru - Partido de Gales, Gales
- Tatjana Ždanoka, Unión Rusa Letona, Letonia
- François Alfonsi, Federación de Regiones y Pueblos Solidarios, Córcega (miembro individual)
- Klaus Buchner, Partido Ecológico-Democrático, Alemania (miembro individual)

No obstante, el eurodiputado Pernando Barrena, miembro individual de la ALE, se sienta en el grupo de la Izquierda Unitaria Europea, mientras que los tres eurodiputados de la Nueva Alianza Flamenca (Geert Bourgeois, Johan Van Overtveldt y Assita Kanko) se sientan en el grupo de los Conservadores y Reformistas.

## Instituciones europeas
| Organización      | Institución                                                | Representantes |
| ----------------- | ---------------------------------------------------------- | -------------- |
| Unión Europea     | Parlamento Europeo                                         | 8/720          |
| Unión Europea     | Comisión Europea                                           | 0/27           |
| Unión Europea     | Consejo Europeo (jefes de Gobierno)                        | 1/27           |
| Unión Europea     | Consejo de la Unión Europea (participación en el Gobierno) |                |
| Unión Europea     | Comité Europeo de las Regiones                             | 17/329         |
| Consejo de Europa | Asamblea Parlamentaria del Consejo de Europa               |                |